# Надія Руссо
Надія Руссо (рум. Nadia Russo; 17 червня 1901, Твер — 22 січня 1988, Бухарест) — перша румунська жінка-авіатор.
Ім'я при народженні — Надія Євгенівна Брозовська (рос. Надежда Евгеньевна Брозовская). 

## Біографія
Народилася 17 червня 1901 року у Твері в сім'ї генерала кавалерії Євгена Брозовского. У 1917 році переїхала до Кишинева і вийшла заміж за землевласника Олександра Руссо. Пізніше закінчила школу Червоного хреста.
У 1936 році закінчила школу пілотів «Marcea Cantacuzino» в Бухаресті й стала першою жінкою в Румунії, що отримала ліцензію льотчика. У 1937 році купила німецький літак Bücker Bü 131, на якому й літала. У 1938 році брала участь в перельоті за маршрутом Прага — Бухарест — Белград — Братислава.
Під час Другої світової війни Надія Руссо була пілотом санітарної авіації румунської армії, вивезла понад 100 поранених.

## Нагороди
- Орден «Доблесний авіатор», 2 золоті хрести (1939 і 27 вересня 1941)
- Орден Заслуг німецького орла 3 класу (1942)
- Хрест королеви Марії 3 класу (1943)

## Вшанування пам'яті
- У Кишиневі ім'ям Надії Руссо названа вулиця, раніше мала ім'я Марини Раскової.
- У 2002 році була випущена поштова марка Молдови, присвячена Надії Руссо.